# Lecithocera nigrana
Lecithocera nigrana is een vlinder uit de familie Lecithoceridae. De wetenschappelijke naam is voor het eerst geldig gepubliceerd in 1836 door Duponchel.
De soort komt voor in Europa.